# Plasmodium (Laverania) falciparum
Plasmodium falciparum praživotinjski je parazit, jedan od vrsta Plasmodiuma koji uzrokuju malariju kod ljudi. Prenosi ju se preko komaraca iz roda Anopheles. P. falciparum najopasnija je od ovih infekcija jer P. falciparum malarija ima najvišu stopu komplikacija i smrtnosti. Broji 80% ljudskih malarijskih infekcija i 90% smrtnih slučajeva. Rasprostranjena je više u predjelima ispod Sahare u Africi nego u ostalim zemljama svijeta.

## Pozadina
Malarija je bolest uzrokovana infekcijom praživotinja iz koljena Plasmodium. Ime malarija dolazi od talijanskih riječi male aria, što u slobodnom prijevodu znači loš zrak, dolazeći od povezanosti malarije s otrovnim plinovima močvara koju je pretpostavio Lancisi (1717.). Sam organizam prvi je puta viđen od strane Laverana, 6. studenog 1880. u vojnoj bolnici u Alžiru, kada je otkrio mikrogametocite. Manson (1894.) pretpostavlja kako malariju prenose komarci – asocijacija koja je otkrivena ranije u Indiji, vjerojatno prije 2000 godina pr. Kr. Pretpostavka je eksperimentalno potvrđena neovisno od strane Giovannija Batiste Grassija i Ronalda Rossa, 1898. godine. Grassi (1900.) predlaže hipotezu o fazi životnog ciklusa parazita izvan eritrocita, što je kasnije potvrđeno od strane Shorta, Garnhama, Covella i Shutea (1948.) koji je otkrio kako Plasmodium vivax živi u ljudskoj jetri.
Malarija je bila velika nesreća kroz povijest, ubivši više ljudi od sveukupnih ratova i kuga. Globalno ostaje jedna od najvažnijih parazitskih bolesti čovječanstva, i gasi dječje živote diljem svijeta više od svih ostalih infektivnih bolesti. Od 1900. godine, područje izloženo malariji prepolovljeno je, no u današnje je vrijeme više od dvije milijarde ljudi izloženo malariji. Prebolijevanje, kao i smrtnost, zamašno je. Razina infekcije kod djece u endemskim zemljama jest 50%. Smanjenje slučajeva malarije podudara se s povećanjem ekonomskog dobitka.
Kako ne postoji nijedno učinkovito cjepivo za ijednu od šest ili više vrsta koje uzrokuju malariju u ljudi, koriste se razni lijekovi tijekom stoljeća. 1640., Huan del Vego prvi je upotrijebio tinkturu kore kinina za liječenje malarije: starosjedilački Indijanci Perua i Ekvadora koristili su tu tinkturu čak i ranije za liječenje vrućica. Thompson (1650) uveo je "Isusovačku koru" u Englesku: njena prva upotreba zabilježena je od strane doktora Johna Metforda, 1656. u Northamptonu. Morton (1696) predstavio je prvi detaljni opis i kliničku sliku malarije i njenog liječenja kininom. Gize (1816) proučavao je izlučivanje kristaliziranog kinina iz kore kinina, i Pelletier i Caventou (1820.) u Francuskoj izlučili su čiste kininove alkaloide.

## Liječenje i otpornost na lijekove
Pokušaji pravljenja sintetičkih lijekova protiv malarije počeli su 1891. Atabrin je razvijen 1928. i korišten je diljem Pacifika u drugom svjetskom ratu, no bio je veoma nepopularan zbog bojanja kože u žutu boju nakon korištenja. U kasnim 1930-tim, Nijemci razvijaju klorokin, koji je krenuo s uporabom u Sjevernoafričkim kampanjama. Mao Ce Tung ohrabrio je kineske znanstvenike da pronađu nove lijekove protiv malarije nakon što je vidio poginule u borbama Vijetnamskog rata. Artemisinin je otkriven 1970-tih, temeljen na lijeku opisanom u Kini tijekom 340-tih godina. Ovaj je novi lijek postao poznat zapadnim znanstvenicima u kasnim 1980-tima i ranim 1990,-tima, i danas je on standardni tretman. 1976., P. falciparum uspješno je kultiviran in vitro (u staklu) prvi puta, što je značajno olakšalo razvijanje novih lijekova.
Otpornost na lijekove protiv malarije, prvo na kloronin a kasnije i na ostale prvi je puta zabilježeno u 1950-tima i otada se proširila čitavim svijetom.

## Cijepljenje
Iako je cjepivo protiv malarije hitno potrebno, inficirane osobe nikada ne steknu potpunu imunost, čineći planove za takvim cjepivom slabima. Paraziti žive unutar stanica, gdje su uvelike skriveni od imunoloških reakcija. Infekcija ima duboko djelovanje na imunološki sustav uključujući i imunološku supresiju. Dendritičke stanice obole od sazrijevajućeg defekta prateći interakciju sa zaraženim eritrocitima i postanu nesposobne potaknuti zaštitnu imunost na egzoeritocitni životni stadij parazita. Zaraženi eritrociti izravno prianjaju i aktiviraju periferne B limfocite od donatora krvi koji nisu imuni na bolest. Var genetski produkti, skupina visoko izraženih površinskih antigena, vežu fragmente ljudskog imunoglobulina na način sličan proteinu A za Staphylococus aureus, te ovo može ponuditi neku zaštitu od parazita za ljudski imunološki sustav. Unatoč siromašnim planovima za razvitak potpunog cjepiva, moguće je razviti cjepivo koje će umanjiti surovost malarije kod djece koja žive u endemskim područjima.

## Mikroskopski izgled
Među medicinskim profesionalcima, preferirana metoda dijagnosticiranja malarije i određivanja koja vrsta Plasmodiuma uzrokuje infekciju jest mikroskopsko ispitivanje krvnog razmaza u laboratoriju. Svaka vrsta posjeduje svoje karakteristične osobine koje su vidljive pod mikroskopom. Kod P. falciparum, samo rani trofozoiti i gametociti mogu se vidjeti u krvnom razmazu. Neobično je ugledati zrele trofozoite i shizonte u krvnom razmazu jer oni se obično mogu pronaći skriveni u tkivima. Zaraženi eritrociti nisu povećani i nije čest slučaj vidjeti stanice s više od jednog parazita u njima. Povremeno, moguće je vidjeti malene crvene mrlje u obliku zareza na površini crvenih krvnih stanica.

## Plasmodiumi ljudski genom
Tijekom 50,000 godina otkad je Plasmodium prvi puta zarazio ljude, ovi su paraziti izmijenili ljudski genom na više načina. Beet, doktor iz Sjeverne Rhodezije (sada Zimbabve), 1948. godine predložio je kako bolest srpastih stanica može pružiti zaštitu od malarije. Ovaj je prijedlog ponovljen od strane J. B. S. Haldana, 1949. godine, koji je predložio kako talasemija isto može pružiti sličan oblik zaštite.

## EvolucijaP. falciparum
Iznenađujuće, paraziti malarije nose plastid sličan biljnom kloroplastu, koji dobivaju gutanjem eukariotske alge (ili njenim ulaskom u parazita), i zadržavanjem alginog plastida kao svoju organelu obloženu u četiri membrane. Apikopmleksni plastid, ili apikoplast, jedinstvena je organela, za koju se misli da je uključena u sintezu lipida i nekoliko ostalih tvari, i pruža privlačnu metu razvoju lijekova protiv malarije, posebno kod hitnih slučajeva kao što su paraziti otporni na klorokin i ostale postojeće lijekove protiv malarije.
Protist, Plasmodium falciparum, razvio se u posljednje vrijeme. Većina se sojeva malarije može liječiti klorokinom, doduše, P. falciparum vrsta razvila je otpornost na taj tretman liječenja. Kao dodatak, soj se može liječiti kombinacijom kinina i tetraciklina. Postoje sojevi  P. falciparum vrste koji su postali otporni i na ovaj tretman. Različiti sojevi P. falciparum vrste postali su otporni i na ostale različite tretmane. Mnogi slučajevi malarije koji dolaze iz dijelova Kariba i zapadnog dijela Panamskog zaljeva, kao i Bliskog istoka i Egipta često se mogu liječiti klorokinom, jer nisu razvili otpornost. Gotovo svi slučajevi u Africi, Indiji i jugoistočne Azije postali su otporni na ovu vrstu liječenja, a postoje i slučajevi u Tajlandu i Kambodži gdje je soj postao otporan na gotovo sve vrste liječenja. Često soj postaje otporan na tretman u području gdje je upotreba lijekova koja se koristi pri liječenju nije nadzirana.